# Christine Sundberg

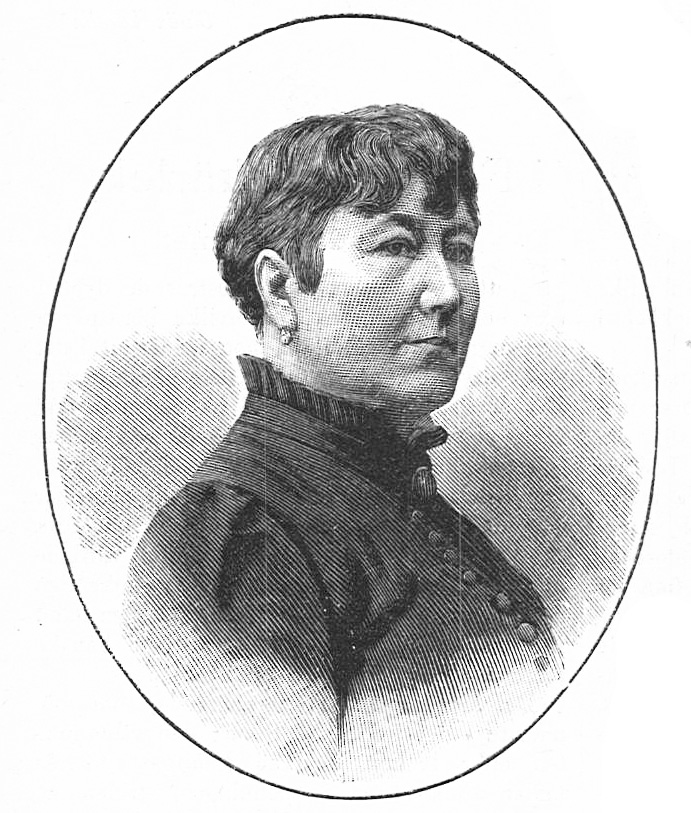
Christine Sundberg, Xylografie von Gunnar Forssell

Christine Margaretha Sundberg (* 5. Februar 1837 in Kalmar, Småland, Schweden; † 20. Januar 1892 in Paris) war eine schwedische Porträt-, Genre- und Stilllebenmalerin.

## Leben

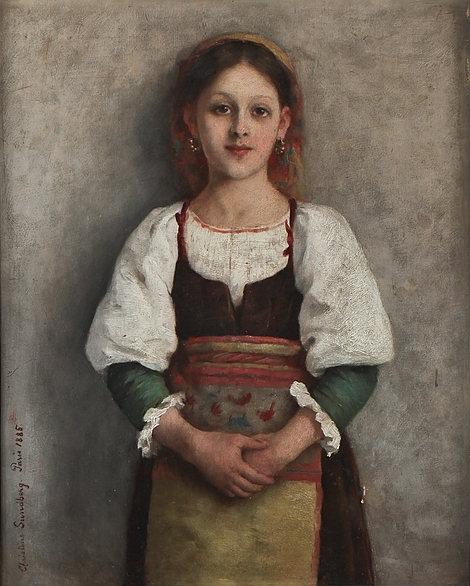
Porträt eines Mädchens in Volkstracht, 1885

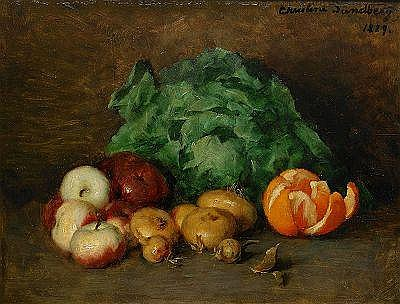
Stillleben, 1889

Sundberg, Tochter des kunstinteressierten Tabakfabrikanten Carl Peter Sundberg und dessen Ehefrau Petronella Wetterström, gehörte nach dem Besuch von Elise Brandts „Zeichen- und Malschule für junge Frauenzimmer“ neben Helena Millde (1836–1901), Anna Nordgren, Anna Nordlander, Amanda Sidwall, Sophie Södergren und Mimmi Zetterström zur ersten Charge von 18 Künstlerinnen, die 1864 an der Damenabteilung der Kunstakademie Stockholm ein Malereistudium begann. Nachdem sie dort von Johan Fredrik Höckert und Johan Christoffer Boklund unterrichtet worden war, wurde ihr 1867 für ihr „großes Talent“ eine Medaille verliehen. Im gleichen Jahr ging sie mit ihrer Freundin Helena Millde nach Düsseldorf, dem für Genremalerei berühmten Zentrum der Düsseldorfer Malerschule, und nahm dort Privatunterricht bei ihrem Landsmann Ferdinand Fagerlin. 1868 zog sie weiter nach Paris, wo sie sich von Jean-Baptiste-Ange Tissier (1814–1876), Gustave Courtois (1852–1923), Thomas Couture und Antoine Vollon sowie in der Académie Colarossi unterweisen ließ und bis zu ihrem Tode lebte. Techniken der Restaurierung erlernte sie bei M. Briotet an den Werkstätten des Louvre. Sundberg beteiligte sich an Ausstellungen des Salon de Paris (1869, 1874, 1879, 1888) sowie an den Pariser Weltausstellungen der Jahre 1878 und 1889. In der World’s Columbian Exposition war sie im „Pavillon der Frauen“ mit mehreren Werken vertreten. Ein Augenleiden hinderte sie in fortgeschrittenem Alter an eigener Malerei. Gleichwohl konnte sie weiterhin als Restauratorin am Louvre arbeiten.